# جی. والتر تامپسون
f
جی. والتر تامپسون (به انگلیسی: J. Walter Thompson)(مخفف: JWT)، یک آژانس تبلیغاتی است که در سال ۱۸۶۴ توسط جیمز والتر تامپسون تأسیس شد و یکی از قدیمی‌ترین و معتبرترین آژانس‌های تبلیغاتی در ایالات متحده آمریکا بود. این شرکت، که ابتدا به فروش فضای تبلیغاتی در مجلات مذهبی می‌پرداخت، تحت رهبری تامپسون به یکی از بزرگ‌ترین فروشندگان فضای تبلیغاتی در مجلات و نشریات آمریکا تبدیل شد. تا سال ۱۸۸۹، ۸۰ درصد از تبلیغات در ایالات متحده از طریق JWT انجام می‌شد.
این آژانس در سال ۱۸۹۶ به شکل یک شرکت سهامی عام درآمد و اولین آژانس تبلیغاتی آمریکایی بود که در سال ۱۸۹۹ شعبه‌ای در لندن افتتاح کرد. شعبه‌های این شرکت سپس به سرعت در سراسر جهان گسترش یافت. در سال ۱۹۶۹، JWT به یک شرکت عمومی تبدیل شد و در سال ۱۹۸۷ توسط شرکت چندملیتی دبلیوپی‌‌پی خریداری شد. در نوامبر ۲۰۱۸، دبلیوپی‌‌پی این آژانس با آژانس واندرمن ادغام کرد و واندرمن تامپسون را تشکیل داد. در اکتبر ۲۰۲۳، دبلیوپی‌پی اعلام کرد که واندرمن تامپسون با VMLY&R ادغام شده و یک نهاد ترکیبی جدید به نام VML ایجاد می‌کند که از ۱ ژانویه ۲۰۲۴ فعالیت خود را آغاز می‌کند.